# 霍屯督茨霍蘭山
34°2′5.56″S 18°59′6.53″E / 34.0348778°S 18.9851472°E

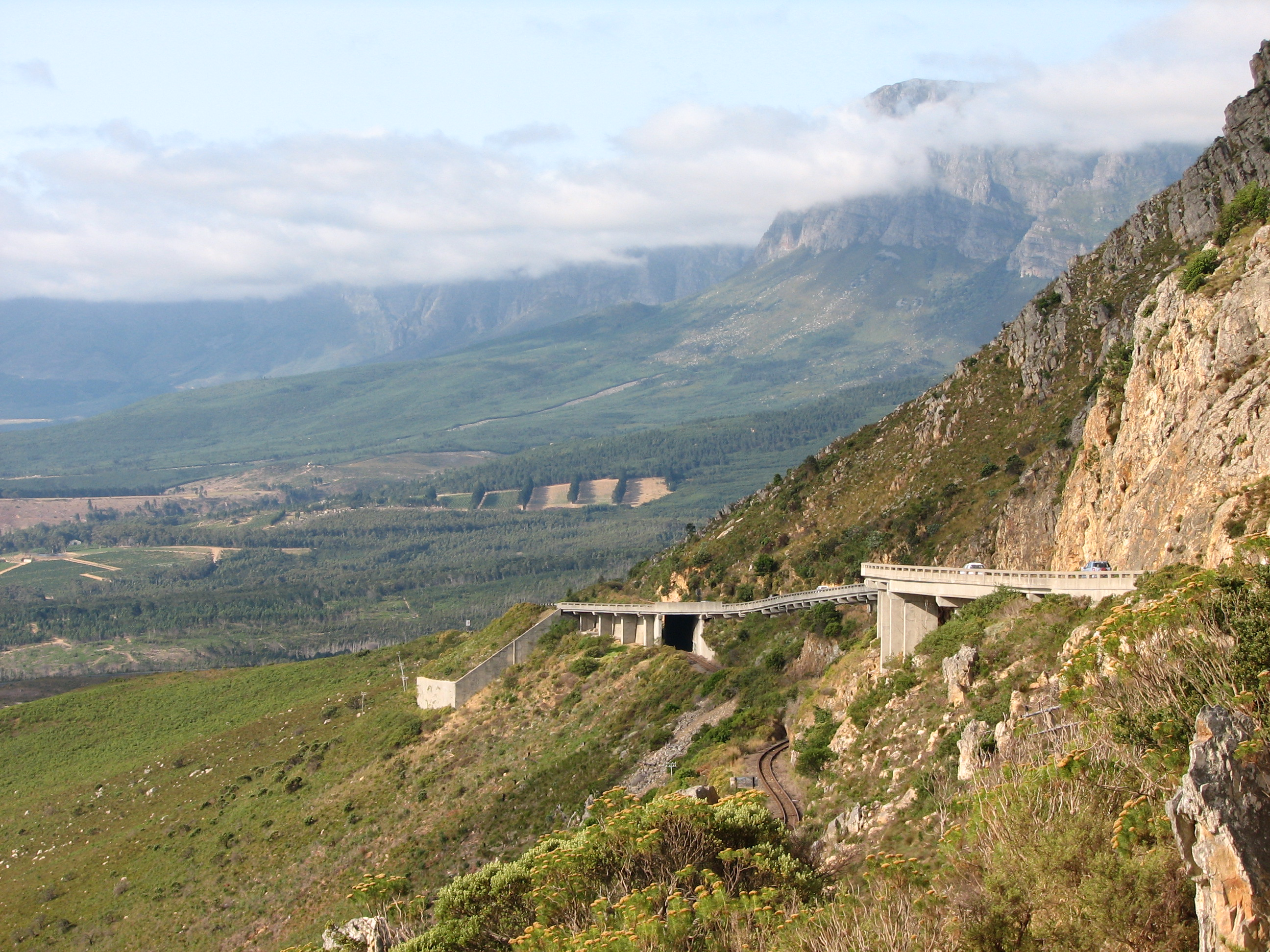

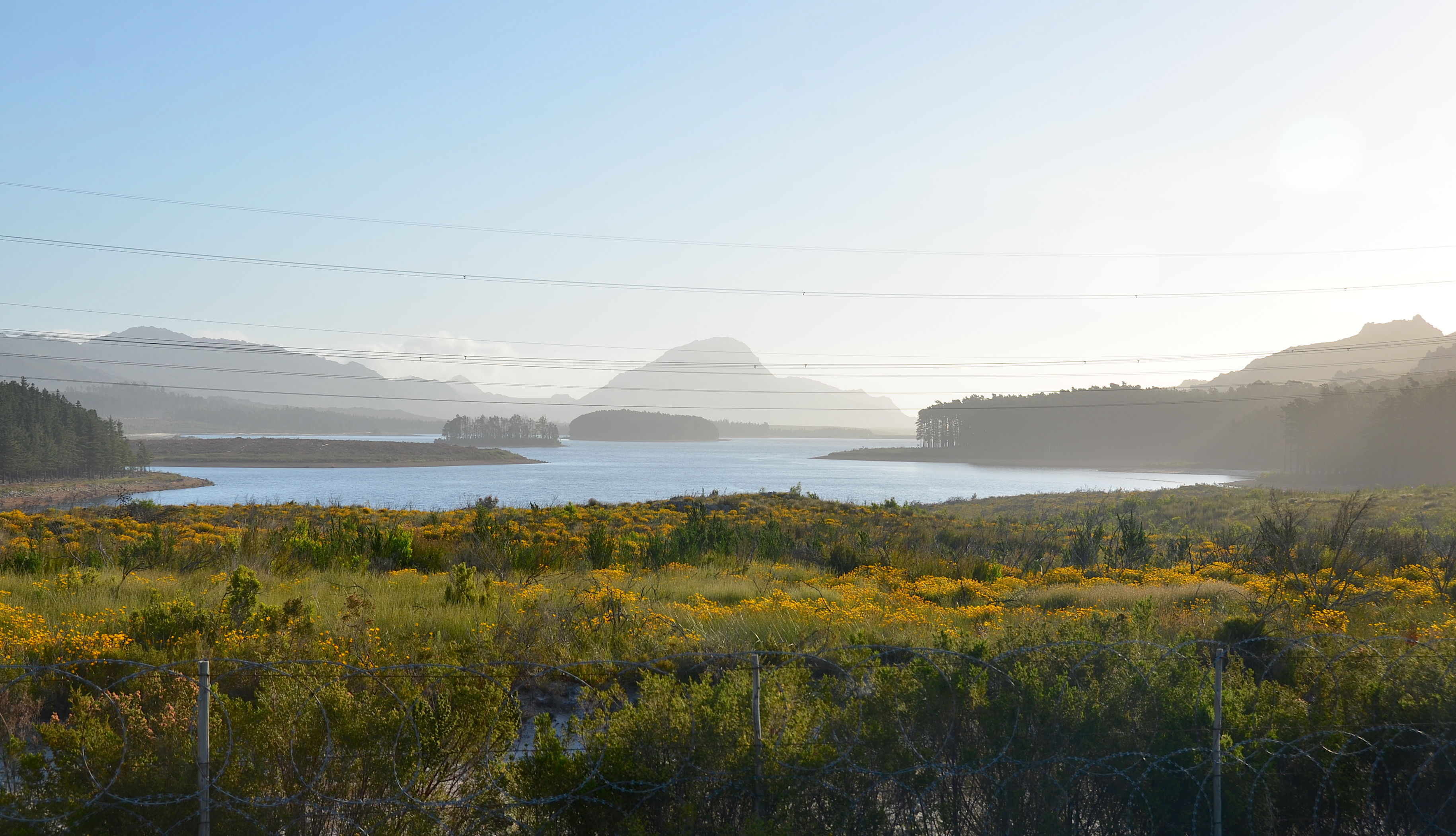

霍屯督茨霍蘭山是南非的山脈，位於該國南部西開普省，該山脈最高點海拔高度1,590米，山體由砂岩組成，每年平均降雨量超過1,500毫米。